# Theodoor Smet
Theodorus (Theodoor) Smet, (Geel, 1 januari 1782 - Duffel, 21 november 1853) was een Zuid-Nederlands orgelbouwer.
Smet trad in de leer bij orgelbouwer Paul van Overbeek in Mechelen, zoon van de Zeeuwse orgelbouwer Jan van Overbeek, en die zelf zijn opleiding o.m. genoten had bij orgelbouwers Verbuecken, op hun beurt leerlingen van de Kempense orgelbouwer Christiaan Penceler, tijdgenoot en kennis van Jean-Baptiste Forceville. Met deze leermeesters sloot Smet aan bij de klassieke barokstijl uit de Kempen. Zijn oeuvre kadert in het classicisme, maar is zo persoonlijk dat het niet kan geplaatst worden in een bepaalde traditie of school.
Smet was vooral actief van omstreeks 1805 tot 1853. In 1822 vervolledigde hij het werk zijn leermeester Paul van Overbeek die toen het orgel te Duffel onder handen nam. Daarom vestigde Smet zich als zelfstandig orgelbouwer in deze gemeente aan de Nete. Zijn woonhuis en werkplaats bevonden er zich in de Kapelstraat, later de pastorie van de kapel van 'Onze-Lieve-Vrouw van Goede Wil. In 1832 werkte hij mee om het oude Zilveren Orgel van J.B. Forceville uit Antwerpen over te brengen naar de Onze-Lieve-Vrouwekerk van Broechem. Het orgel kreeg hier van Smet een ondermeubel, zodat het breed uitgewerkte instrument esthetisch en functioneel aansloot op het doksaal boven de ingangspoort van de kerk. Ook het klavier moest worden aangepast.
Intussen bouwde Smet zijn loopbaan verder uit. Als specialist herstelde hij menig historisch orgel. Zo vinden we hem terug te Antwerpen in Sint-Paulus, Sint-Jacob, Sint-Andries en in de Onze-Lieve-Vrouwekathedraal. 
Smet bouwde ook nieuwe orgels. Onder meer in de Leuvense Dominicanerkerk, de begijnhofkerk te Herentals en in de parochiekerken van Ranst, Boechout, Zoerle-Parwijs, Geel, Oostmalle, Kontich, Molenbeek (Bekkevoort), Zandhoven en Pulderbos. Het orgel van de Antwerpse Sint-Augustinuskerk uit 1839 wordt als zijn topwerk gezien, en kenmerkt hem als de laatste vertegenwoordiger van de barok en de rococo-periode in de orgelbouwkunst van de Zuidelijke Nederlanden.
Smet leidde ook jonge orgelbouwers op, waarvan Henri Vermeersch de bekendste is, en die hij als zijn opvolger zag. Het bedrijf "Orgelbouw Jos Stevens bvba" dat nog steeds (2010) in Duffel gevestigd is, is in rechtstreekse lijn een opvolging van het duo Smet-Vermeersch.
Hij overleed in 1853 op 71-jarige leeftijd in zijn woonplaats Duffel. Hij was ook schepen van deze gemeente.
Van Belle · Berger · Andries-Jacob Berger · Dominique I Berger · Bremser · Corneille Cacheux · De Lannoy · Antoon van Elen · Jacob van Eynde · Jean-Baptiste Forceville · Hans Goltfuss · Jean-Joseph vander Haeghen · Nicolaas van Hagen · Nicolaas Helewout · Familie Niehoff · Willem Hermans · Hooghuys · Langhedul · Egidius Le Blas · Loret (familie) · Christiaan Penceler · Van Peteghem · Guillaume Robustelly · Jean le Royer · Andries Severijn · Theodoor Smet · Hans Suys
Familie Anneessens · Charles Anneessens · Jules Anneessens · Pieter-Hubertus Anneessens · Frans Boon · Arnold Clerinx · George Cloetens · Gebroeders Decap Antwerpen · Frans Decap · Delhaye · Familie Delmotte · De Volder · Philippe Forrest · Hooghuys · Kerckhoff · Loncke · Loret (familie) · Leo Lovaert · Mortier · Joris Potvlieghe · Pierre Schyven · Theodoor Smet · Gebroeders Van Bever · Pieter-Adam Van Dinter · Charles Louis Vanhoutte · Van Peteghem · Familie Verbeeck · Vereecken · Wim Winters